# Zvenigovo
Zvenigovo (en russe : Звенигово, en mari : Провой) est une ville de la république des Maris, en Russie, et le centre administratif du raïon Zvenigovski. Sa population s'élevait à 11 729 habitants en 2014.

## Géographie
Zvenigovo est située sur la rive gauche de la Volga, à 53 km au sud-ouest de Tcheboksary, à 71 km à l'ouest-nord-ouest de Kazan, à 76 km au sud de Iochkar-Ola et à 650 km à l'est de Moscou.

## Histoire
Zvenigovo a été fondée en 1860. Elle reçut le statut de commune urbaine en 1927 et celui de ville en 1974.

## Population
Recensements (*) ou estimations de la population
| 1926* | 1939* | 1959* | 1970* | 1979*  | 1989*  |
| ----- | ----- | ----- | ----- | ------ | ------ |
| 2 176 | 5 200 | 7 213 | 8 597 | 12 013 | 14 239 |

| 2002*  | 2006   | 2010*  | 2012   | 2013   | 2014   |
| ------ | ------ | ------ | ------ | ------ | ------ |
| 12 722 | 57 621 | 11 946 | 11 848 | 11 764 | 11 729 |